# Hallesches Laternenfest
Traditionell am letzten Augustwochenende feiert die Händelstadt Halle seit 1928 das Hallesche Laternenfest. Es gilt als eines der größten Volksfeste in Mitteldeutschland.

## Ursprung und Brauchtum

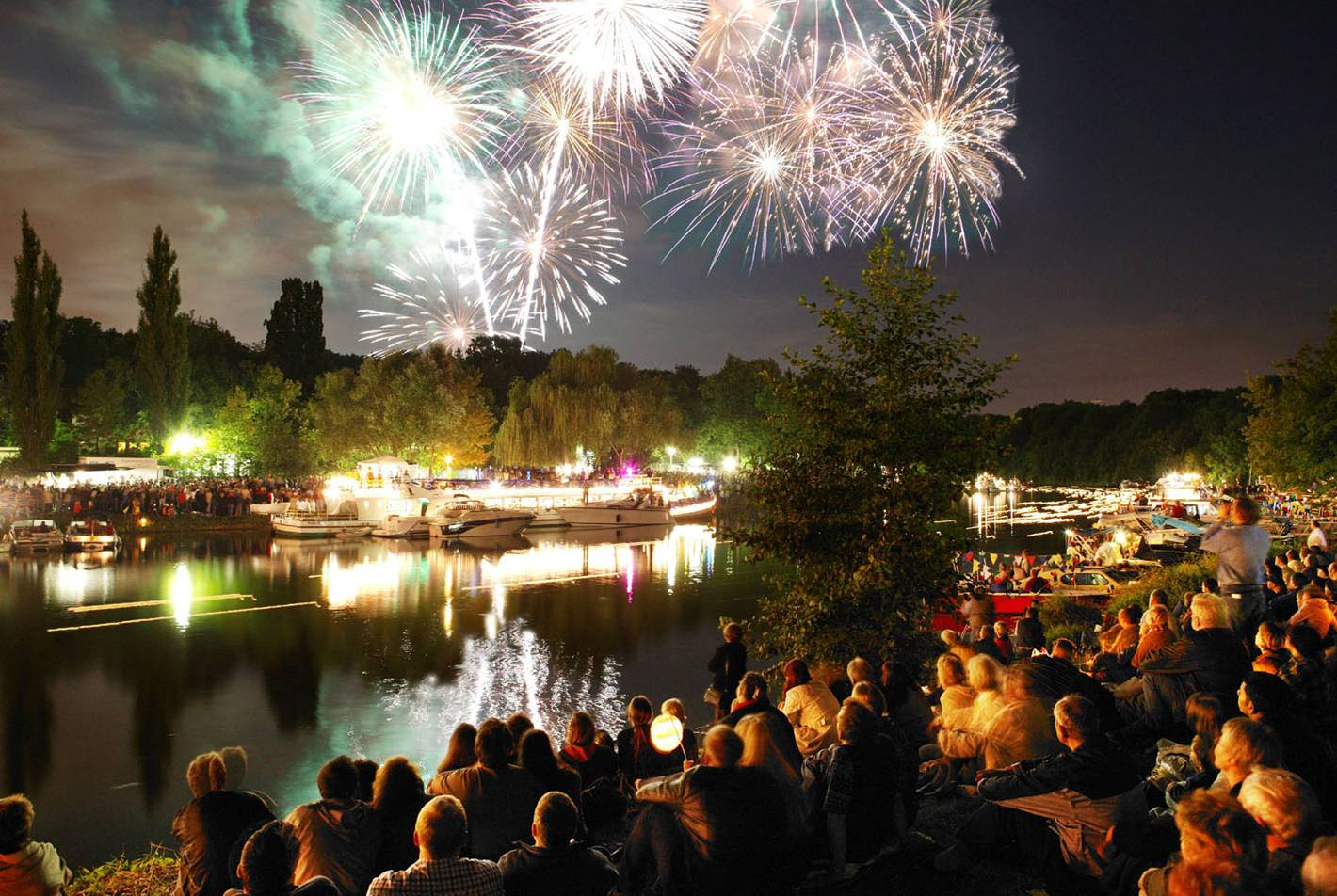
Das Feuerwerk gilt als Höhepunkt des Laternenfestes

Die Wurzeln des Festes reichen weit zurück und sind untrennbar mit Geschichte und Brauchtum der Pfänner und Salzsieder – der Halloren – verbunden. Der Vorläufer des Laternenfestes war der Blumenkorso.
Die Idee zum Laternenfest kam 1928 dem Halleschen Wirtschafts- und Verkehrsverbund. Die oft besungene Schönheit des Saaletales sollte ins „rechte Licht“ gerückt werden und für die Verkehrswerbung der Stadt nutzbar gemacht werden.
Die bisher passiv teilnehmenden Spaziergänger, insbesondere die Kinder, sollten zu aktiven Festteilnehmern werden. Damit die 30.000 verteilten Stocklaternen zur Geltung kommen konnten, wurde das Fest auf das letzte Augustwochenende verschoben und in die Abendstunden verlegt. Heute schmücken noch mehr Lichter und Laternen das Saaletal zwischen Saaleaue und Burg Giebichenstein als damals.
Die Pflege von Bräuchen ist fester Bestandteil des Laternenfestes. Dazu zählen das Fischerstechen, bei dem sich die Halloren unter großem Hallo auf schwankenden Booten gegenseitig ins Wasser stoßen, ebenso wie der mit Lichtern geschmückte Bootskorso.

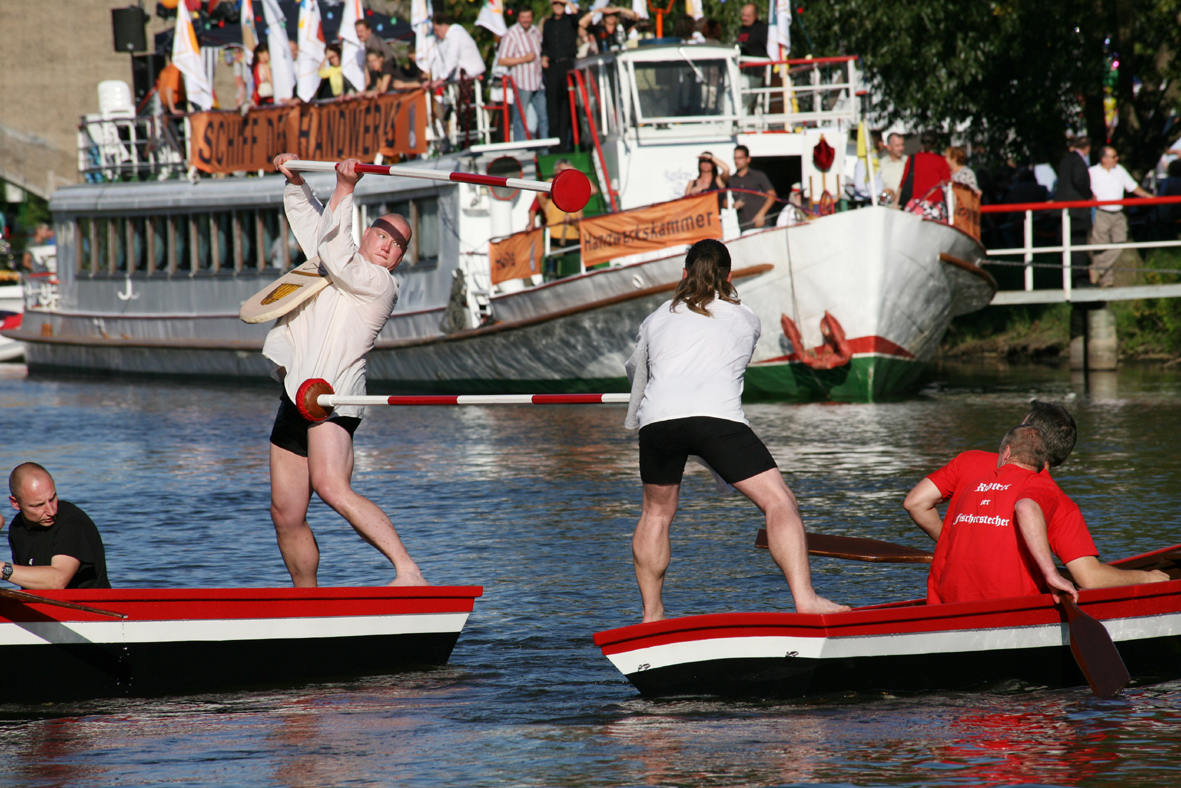
Fischerstechen der Halloren

Die Gala der beleuchteten Schiffe beginnt bei Einbruch der Dämmerung, damit auch die abertausend Glühwürmchen (kleine schwimmende Lichter) richtig zu sehen sind. Im Laufe der Jahre kamen neben den Veranstaltungen auf dem Wasser auch zu Lande immer mehr Attraktionen hinzu, so das Höhenfeuerwerk, das vom Turbinesportplatz und von der Oberburg Giebichenstein abgebrannt wird, sowie das Entenrennen.
Zum Laternenfest 2019 wurde aufgrund der erhöhten Brandgefahr zum ersten Mal eine fünfzehnminütige Lasershow von der Burg Giebichenstein aus veranstaltet.
Anknüpfend an die alte Tradition von Mitgliedern der Halloren – der ältesten Brüderschaft Deutschlands –, welche einst als Schwimmmeister und „Badehalloren“ tätig waren, wird auch das Schwimmen in der Saale mit einem „Saale-Schwimmschein“ abgenommen.
In allen Veranstaltungsbereichen von Peißnitzinsel, Ziegelwiese über Riveufer bis Amselgrund und Promenadenufer gibt es mit Unterstützung von regionalen Rundfunksendern Non-Stop-Programme mit Musik, Show und Unterhaltung auf den verschiedensten Bühnen. Das Riveufer wird zur Plattform für Kleinkunst, Kunsthandwerk sowie für Design aus Halle.

## Darstellungen
- Charles Crodel: Laternenfest, Öl auf Leinen, 97 cm × 130 cm, Kulturhistorisches Museum Magdeburg (Inv. G 335).